# Patti Hansen
 (juillet 2012).
Pour les articles homonymes, voir Hansen.
Patricia "Patti" Elvina Hansen (née le 17 mars 1956) est un mannequin et une actrice américaine. Elle est l'épouse du guitariste des Rolling Stones Keith Richards depuis 1983.

## Biographie

### Jeunesse et carrière
Patti Hansen, dont les ancêtres sont d'origine norvégienne, voit le jour le 17 mars 1956 à Staten Island (New York) et y passe la majeure partie de son enfance. Elle est la cadette d'une famille de six enfants et elle n'a que quatorze ans lorsqu'elle est découverte par le photographe Peter Gert en 1970. Peter Gert amène la jeune Patti Hansen à une fête organisée par la propriétaire de l'Agence de mannequins Wilhelmina Models, Wilhelmina Cooper, qui signe l'adolescente dans son agence. Patti Hansen déménage alors à Manhattan et commence à travailler dans le mannequinat.
Durant sa carrière de mannequin, on la retrouve sur les couvertures et dans les pages de magazines de renom tel que Seventeen, le Vogue américain, Cosmopolitan, Glamour et Harper's Bazaar. Elle mène aussi plusieurs campagnes de publicité, comme pour Calvin Klein, Revlon ou Courrèges. Au sommet de sa gloire, Patti fait la couverture en décembre 1978 du magazine Esquire qui célèbre « L'année de la femme forte ».
Au début des années 1980, Patti Hansen décide d'arrêter le mannequinat pour se consacrer au cinéma. Elle n'apparaît que dans trois longs métrages, dont la comédie romantique de 1981 de Peter Bogdanovich Et tout le monde riait en compagnie d'Audrey Hepburn. En 1993, Patti Hansen décide de reprendre le mannequinat à l'occasion de la collection de Calvin Klein, qui pour l'occasion décide de ne prendre que des mannequins des années 1970. En novembre 1999, elle fait la couverture du Vogue américain en tant qu'une des Muses Modernes. En 2004, en compagnie de ses deux filles, elle fait de la publicité pour le parfum Shalimar de Guerlain.
En 2010, Patti Hansen, avec son amie de longue date, Molly Madden, prend la décision de lancer une marque de sac, Hung on U.

### Vie privée
Patti Hansen rencontre Keith Richards, célèbre guitariste des Rolling Stones, à l'occasion d'une fête d'anniversaire en 1979 au Studio 54 de New York. Cependant, ils ne commenceront à se fréquenter réellement qu'à partir de 1980. Le couple décide de se marier en 1983, lors du quarantième anniversaire du guitariste, le 18 décembre à l'hôtel Finisterra à Cabo San Lucas, au Mexique. Alors qu'Hansen pensait ne pas pouvoir avoir d'enfant, elle donne naissance le 18 mars 1985 à une petite fille du nom de Theodora Richards, puis le 28 juillet 1986 à Alexandra Richards, qui deviendront, comme leur mère, des mannequins.
En 2007, les médecins diagnostiquent à Patti Hansen un cancer de la vessie, peu commun chez les femmes. Ils sont plutôt pessimistes et ne lui donnent pas plus de deux ou trois ans à vivre. Elle parvient à vaincre le cancer après avoir subi une chimiothérapie, une ablation de la vessie et de l'appendice ainsi qu'une hystérectomie. Depuis sa guérison, elle s'engage auprès des femmes qui souffrent de ce cancer.

## Filmographie
| Année | Titre                  | Rôle                 |
| ----- | ---------------------- | -------------------- |
| 1979  | Rich Kids              | Beverly              |
| 1981  | Et tout le monde riait | Sam (Deborah Wilson) |
| 1984  | Rock Star              | Nicky Nides          |